# Tuğçe
Tuğçe  è un nome proprio di persona turco femminile.

## Origine e diffusione
Il nome è un derivato di un termine turco che significherebbe "piccolo tuğ" (un oggetto a forma di coda di cavallo usato durante l'Impero ottomano come simbolo di onorificenza) oppure "piccola principessa".

## Onomastico
Il nome è adespota, non essendo portato da alcun santo. L'onomastico si può festeggiare il 1º novembre, giorno in cui cade la festa di Ognissanti.

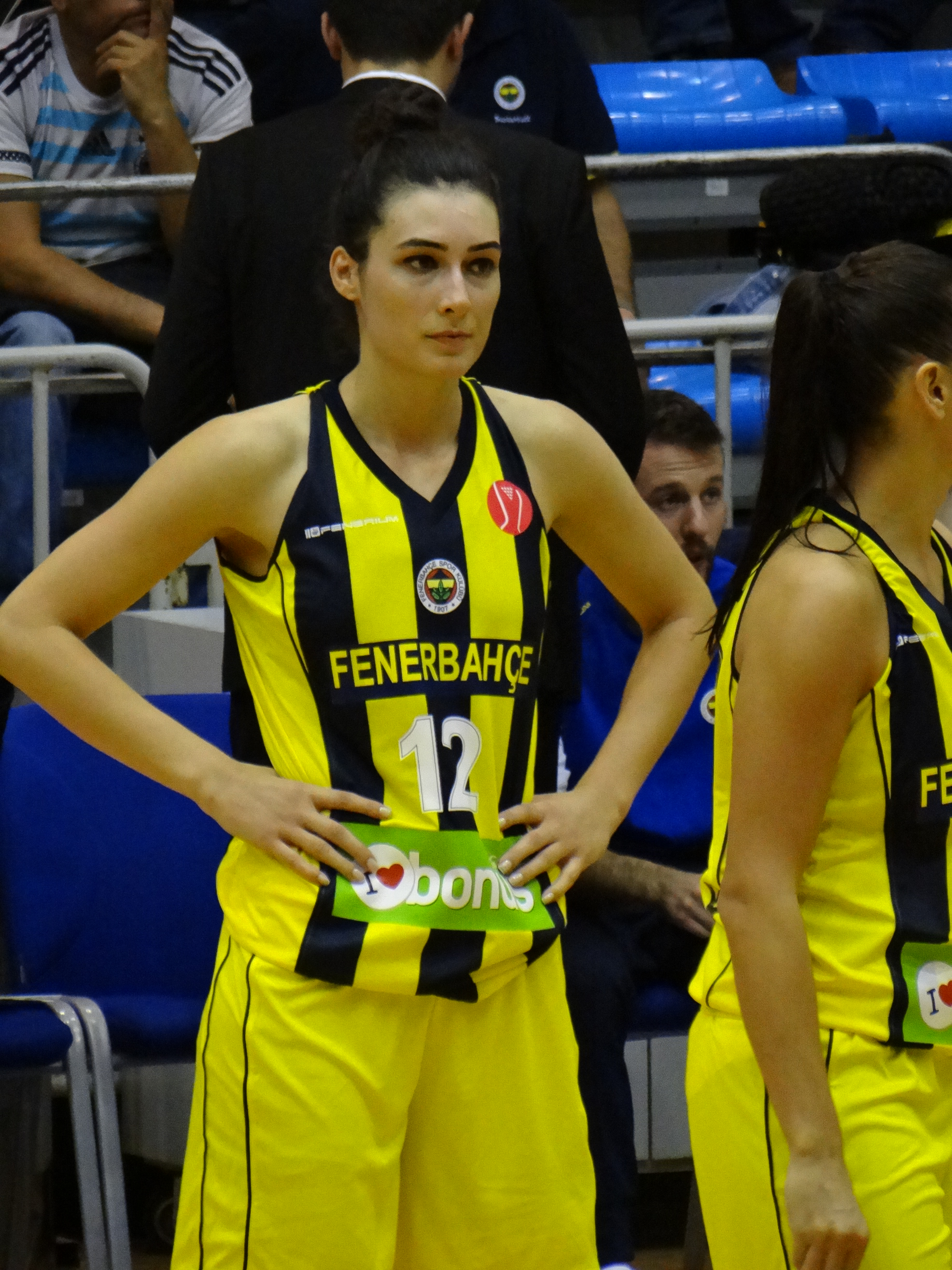
Tuğçe Canıtez

## Persone
- Tuğçe Atıcı, pallavolista turca
- Tuğçe Canıtez, cestista turca
- Tuğçe Kazaz, attrice turca
- Tuğçe Kumral, attrice turca